# Alvèol dental
Els alvèols dentals són les divisions en compartiments que presenta l'os alveolar on van inserides les dents, separades entre si per un envà interalveolar ossi.
L'alvèol presenta tres regions, la de les plaques corticals, l'esponjosa i l'alveolar pròpiament dita.
Les plaques corticals es disposen en sentit lingual i labial, formant una lleixa de sustentació molt resistent d'os compacte, revestida per os porós, que constitueix la capa esponjosa. Aquesta envolta una capa prima d'os compacte, l'os alveolar pròpiament dit, la morfologia és reflex de la forma de l'arrel suspesa al seu interior.